# Ascophanus
Ascophanus Boud. – rodzaj grzybów z typu workowców (Ascomycota).

## Systematyka i nazewnictwo
Pozycja w klasyfikacji według Index Fungorum
Thelebolaceae, Thelebolales, Leotiomycetidae, Leotiomycetes, Pezizomycotina, Ascomycota, Fungii.
Takson utworzył Jean Louis Émile Boudier w 1869 r/
Gatunki występujące w Polsce
- Ascophanus cinerellus (P. Karst.) Speg. 1880

Nazwy naukowe na podstawie Index Fungorum. Wykaz gatunków według A. Chmiel.